# São Manuel (ort)
São Manuel är en ort i Brasilien.   Den ligger i kommunen São Manuel och delstaten São Paulo, i den södra delen av landet, 800 km söder om huvudstaden Brasília. São Manuel ligger 704 meter över havet och antalet invånare är 33 587.
Terrängen runt São Manuel är platt västerut, men österut är den kuperad. São Manuel är det största samhället i trakten.
Runt São Manuel är det i huvudsak tätbebyggt. Runt São Manuel är det ganska tätbefolkat, med 65 invånare per kvadratkilometer.